# Wolfram Huhn
Wolfram Huhn, född den 3 december 1973 i Würzburg i Tyskland, är en tysk roddare. Han tog OS-silver i åtta med styrman i samband med de olympiska roddtävlingarna 1996 i Atlanta.